# Chris Graham (pugile)
Clifford J. Graham, detto Chris (Toronto, 18 marzo 1900 – Toronto, 24 maggio 1986), è stato un pugile canadese.

## Palmarès

### Olimpiadi
- Argento a Anversa 1920 nei pesi gallo.